# Splash Mountain
Splash Mountain is een boomstamattractie met darkridegedeeltes die te vinden is in de Disney-parken: het Disneyland Park in Anaheim en Tokyo Disneyland. En tot en met 22 januari 2023 ook in het Magic Kingdom. De attractie is gebaseerd op de film Melodie van het zuiden uit 1946. Hoewel er tussen de drie locaties verschillen zitten. Is de opzet grofweg hetzelfde. De rit begint met een rustige tocht in de buitenlucht. Hierna volgen een aantal darkride segmenten en afdalingen. Het laatste gedeelte bestaat uit een afdaling van 16 meter hoog. Ook is het lied Zip-A-Dee-Doo-Dah op diverse punten hoorbaar. Gedurende de attractie zijn diverse scènes met animatronics uitgebeeld verwijzend naar de bovengenoemd film en de verhalen van Uncle Remus.
Het idee van Splash Mountain is afkomstig van ontwerper Tony Baxter van Walt Disney Imagineering. Hij idee ontstond toen hij in de file stond, waardoor hij binnen een uur het hele idee in 'zijn hoofd' uitgewerkt had. Zijn idee was een attractietype uit een 'catalogusgids' met als thema de Melodie van het Zuiden. De animatronics voor de attractie werden verplaatst vanuit de attractie America Sings. Deze zou op termijn toch sluiten, waardoor de animatronics buiten gebruik gesteld werden.

## Locaties

### Disneyland Park Anaheim
De bouw van de attractie startte in april 1987 en had een budget van $75 miljoen. Op 17 juli 1989 werd Splash Mountain geopend voor het publiek in het themagebied Critter Country. Deze versie is 804 meter lang, telt drie afdalingen en wordt in 9:18 minuten afgelegd. Er zijn 103 animatronics te vinden in de attractie. In juni 2020 werd bekendgemaakt dat Splash Mountain een volledige gedaantewisseling zal krijgen. Het huidige thema zou niet meer passen bij de huidige tijdgeest. De attractie zal als thema De prinses en de kikker krijgen.

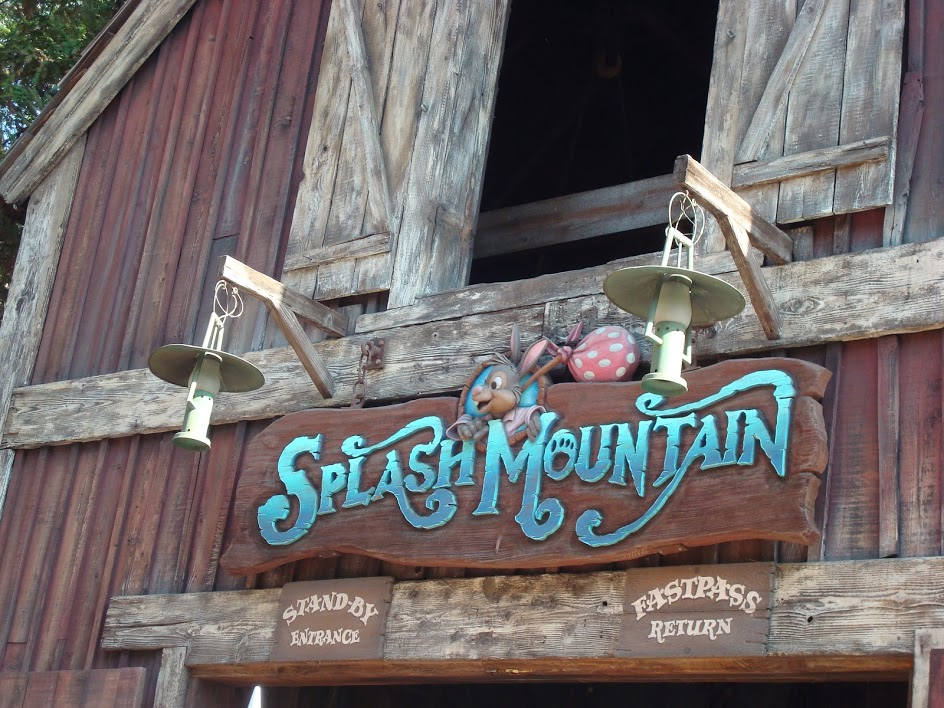
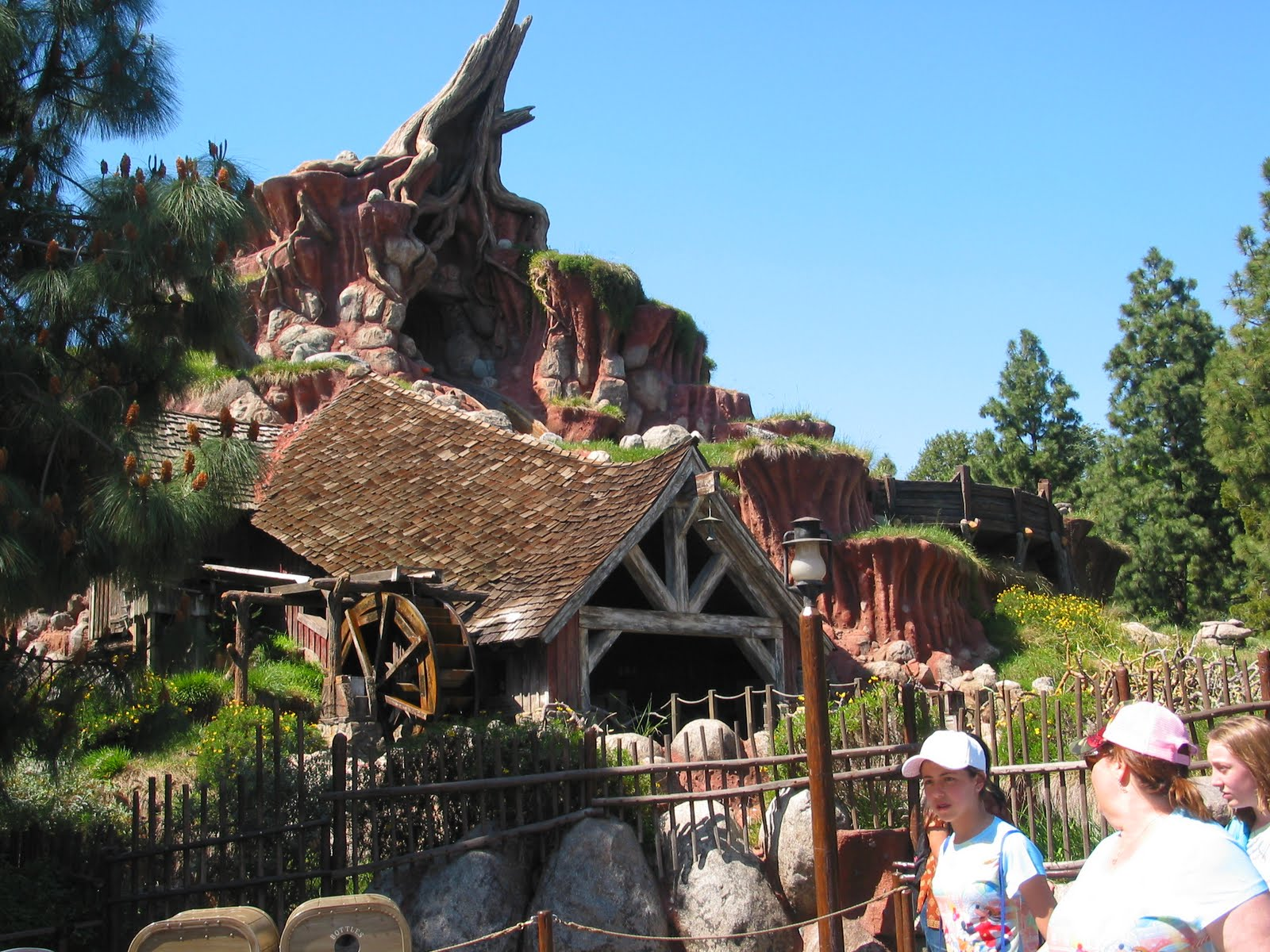
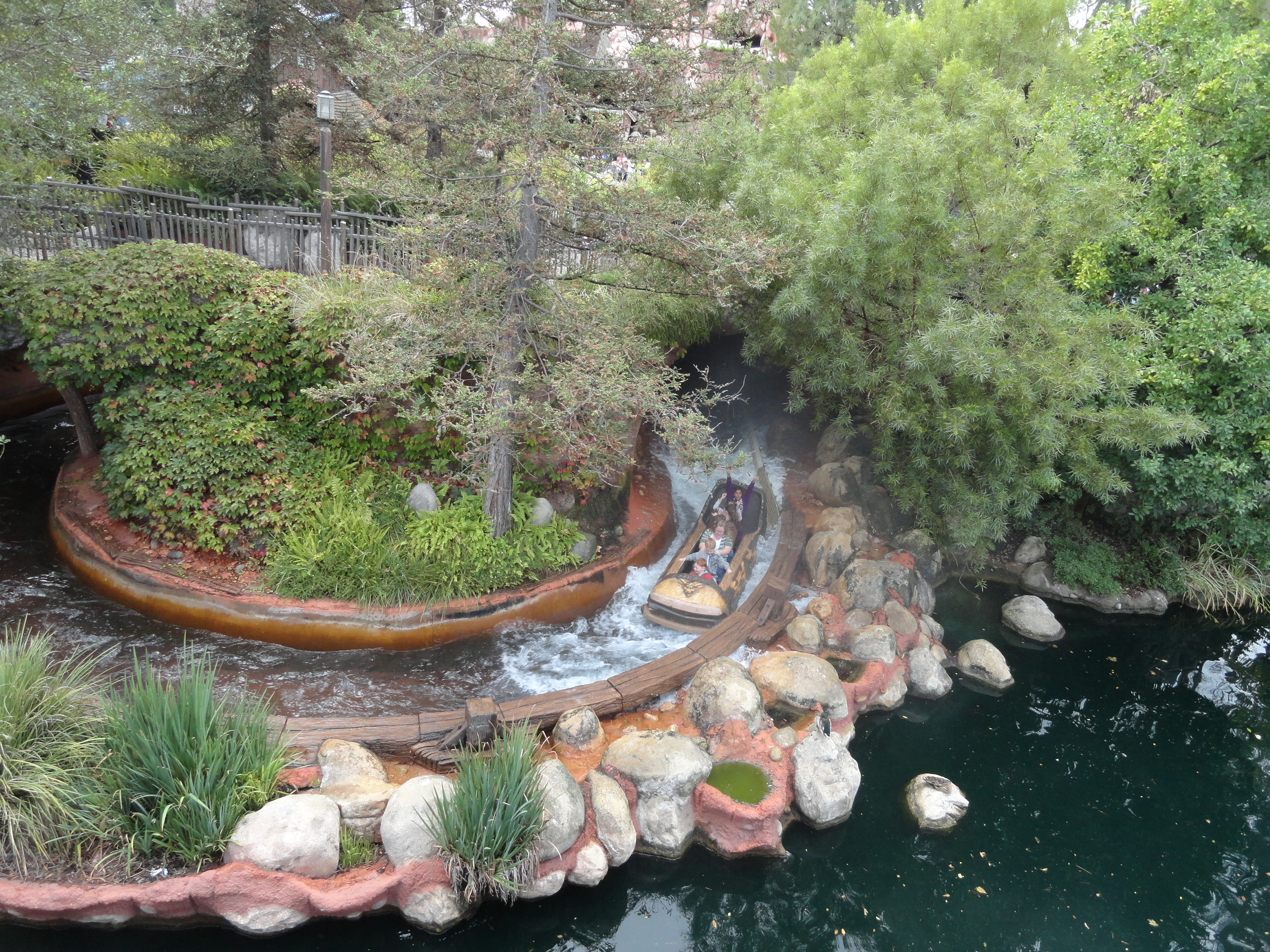
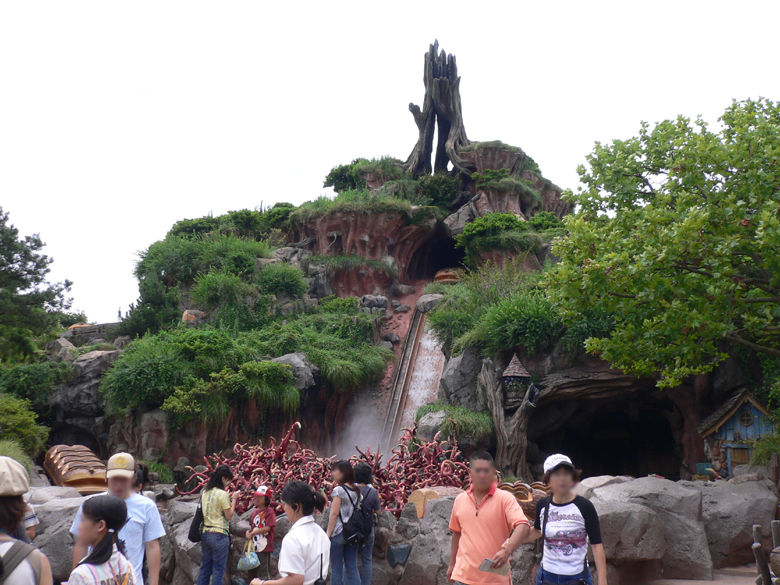
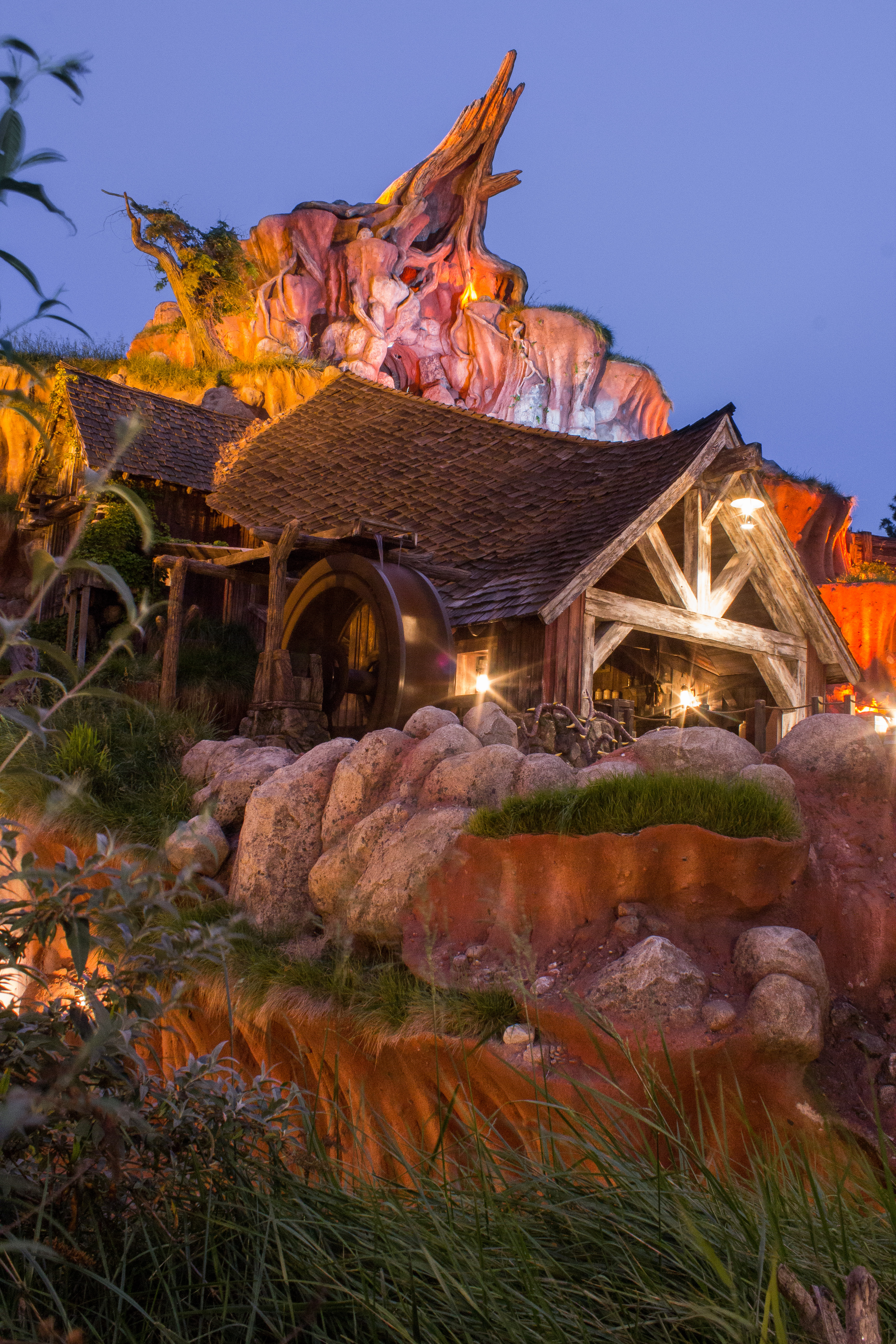

### Magic Kingdom
Op 2 oktober 1991 opende Splash Mountain in het Magic Kingdom in het themagebied Frontierland. De rit was 792 meter lang, duurde circa 12 minuten en telt vijf afdalingen. De attractie telde 68 animatronics. In juni 2020 werd bekendgemaakt dat Splash Mountain een volledige gedaantewisseling zal krijgen. Het huidige thema zou niet meer passen bij de huidige tijdgeest. Op 22 januari 2023 sloot de attractie om plaats te maken voor de attractie Tiana's Bayou Adventure. De attractie zal als thema De prinses en de kikker krijgen.

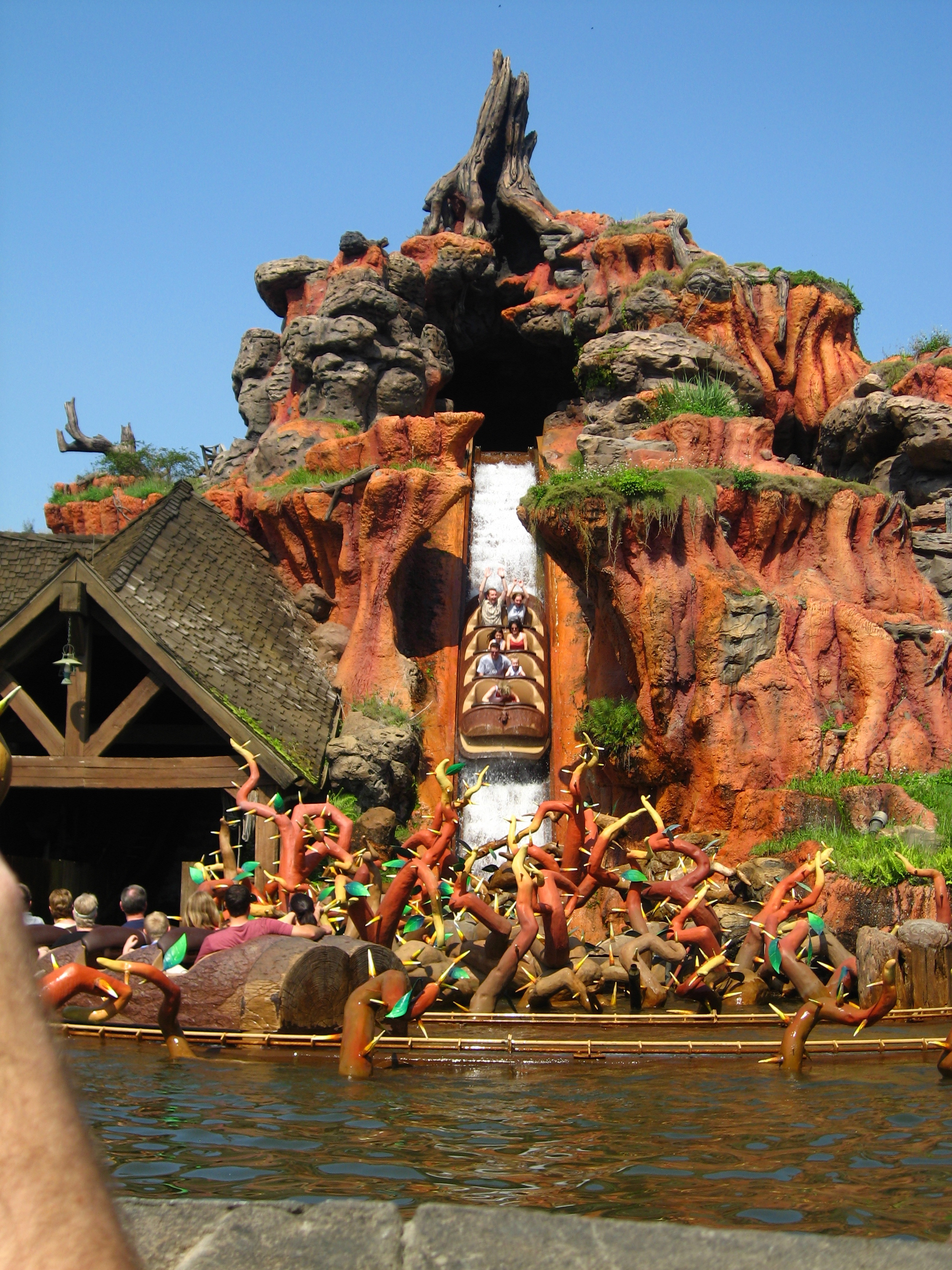
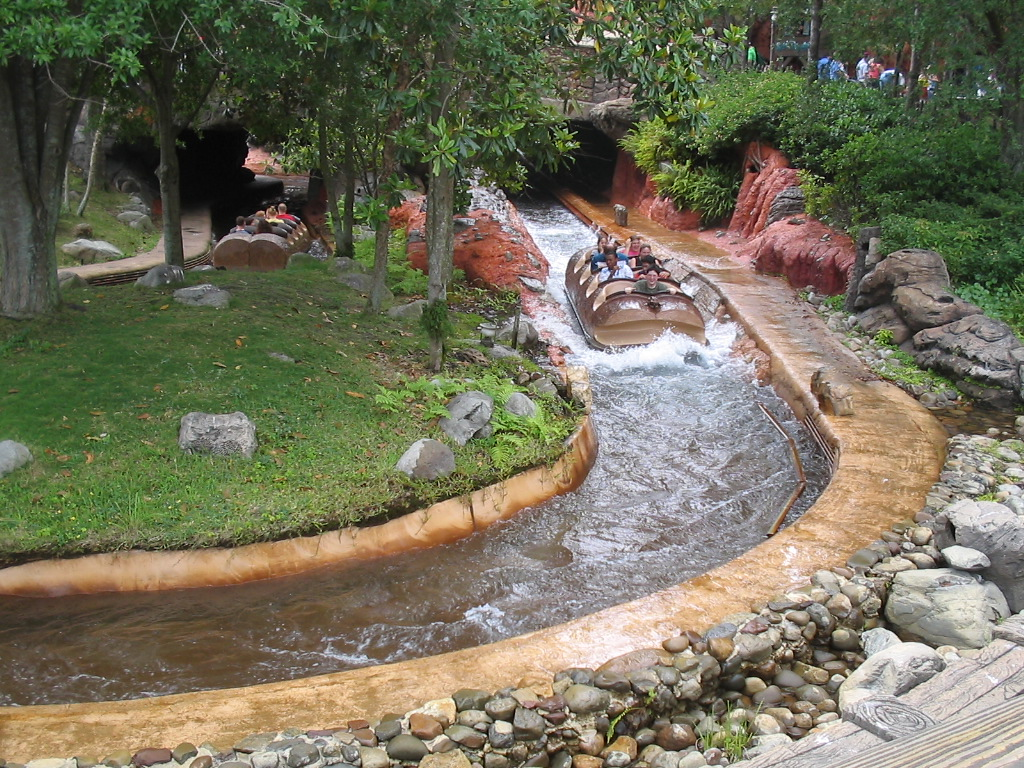
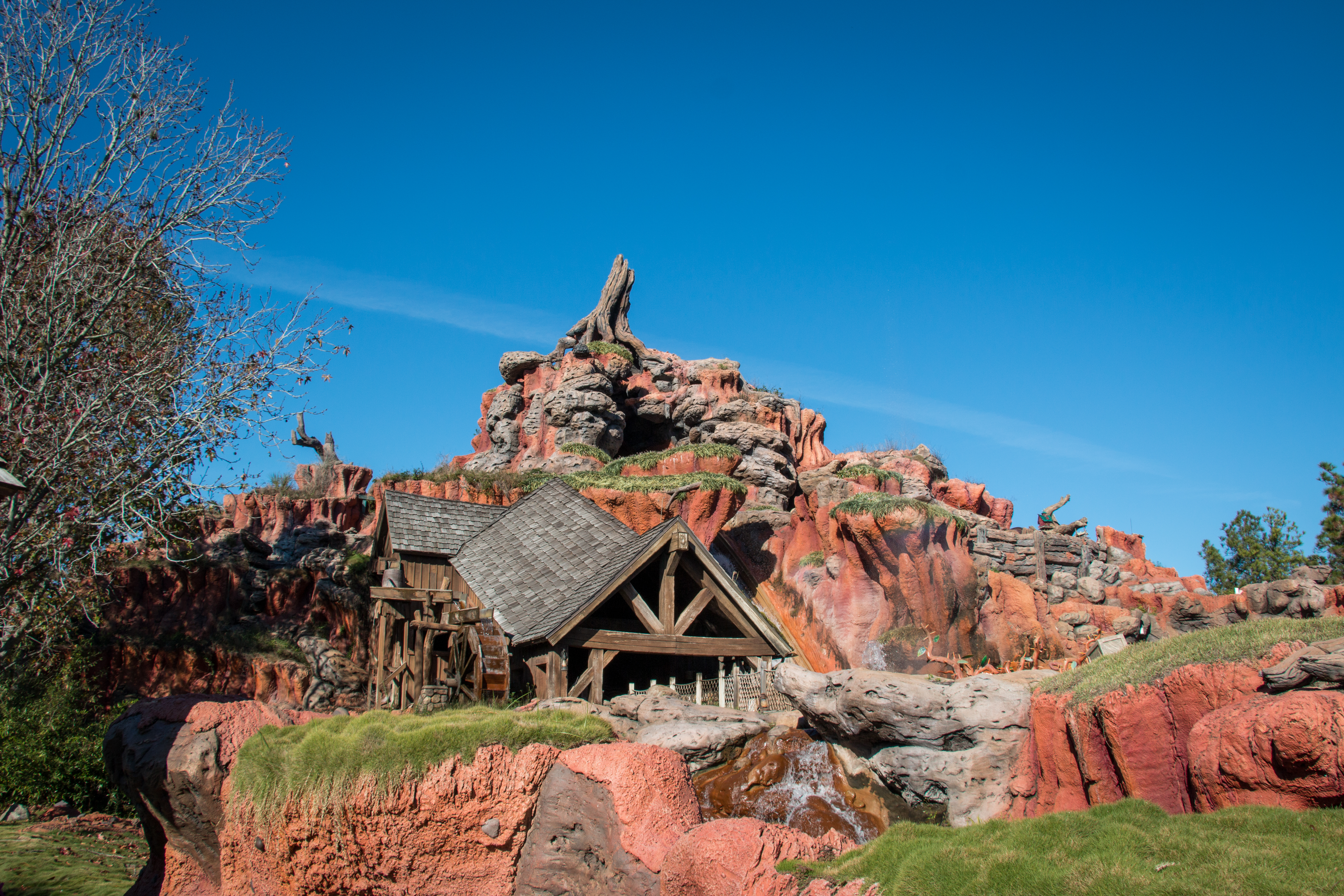
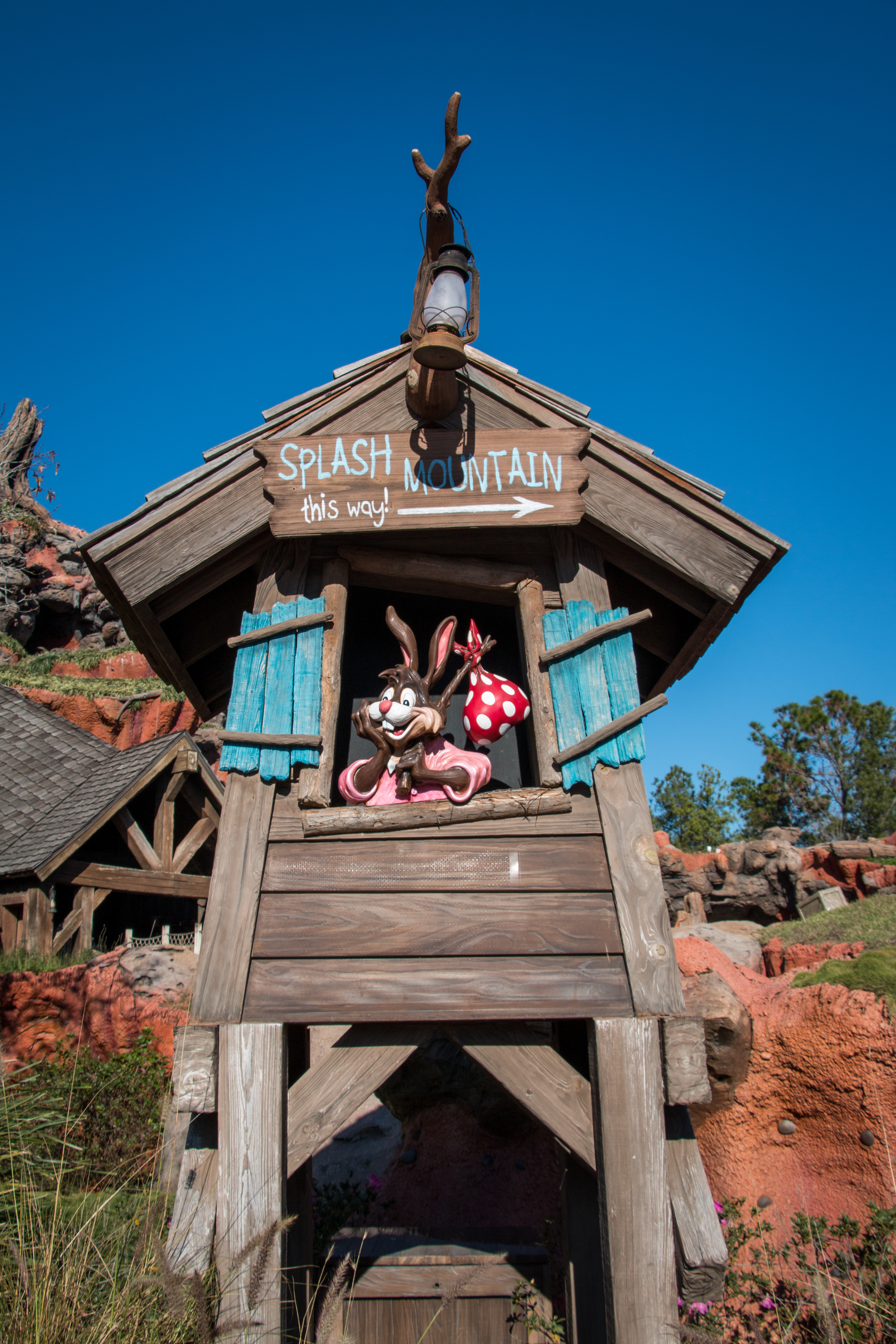

### Tokyo Disneyland
Op 1 oktober 1991 opende de attractie in Tokyo Disneyland in het themagebied Critter Country. De rit wordt afgelegd in circa 10 minuten, is 853 meter lang en telt vier afdalingen.

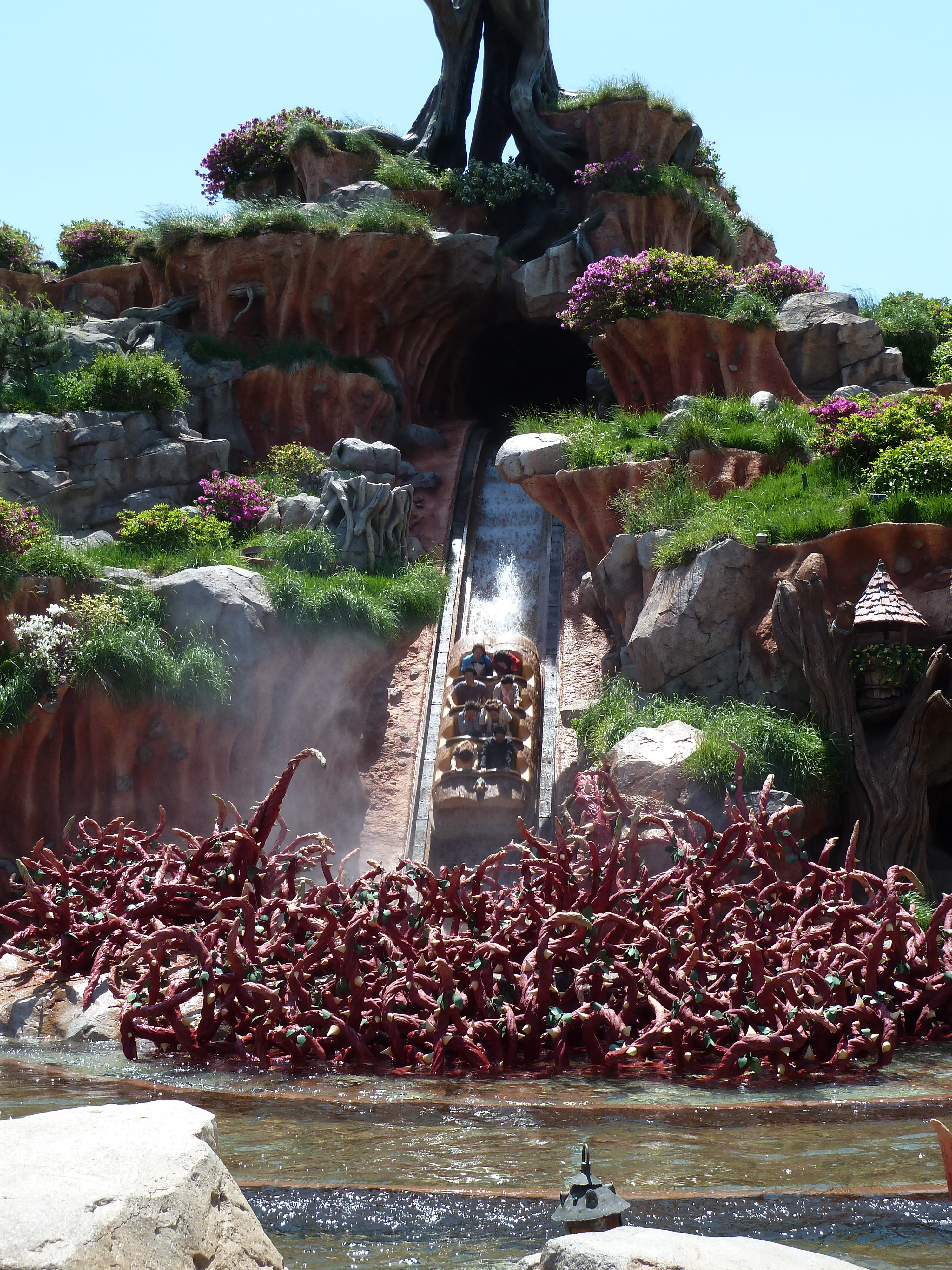
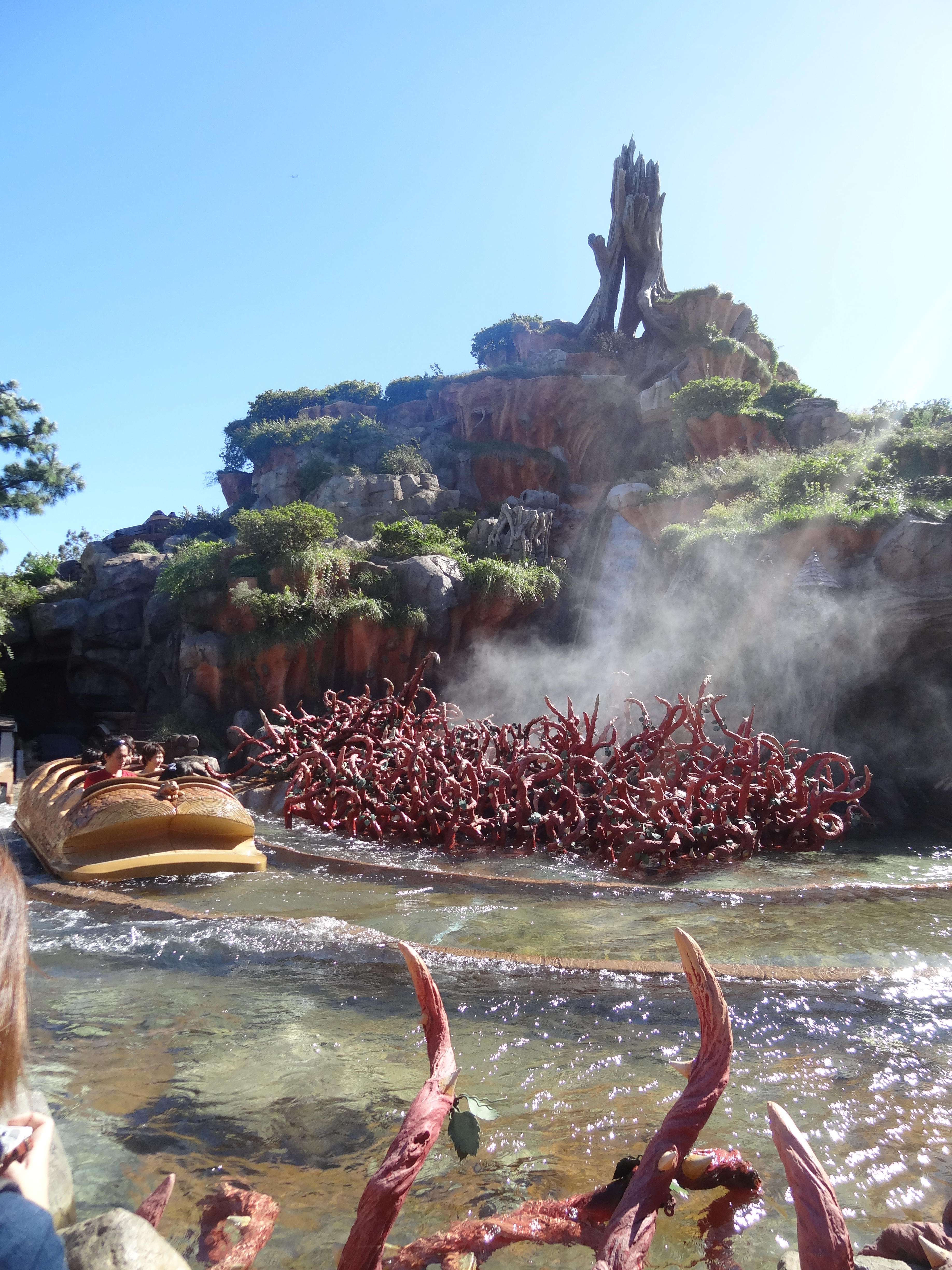
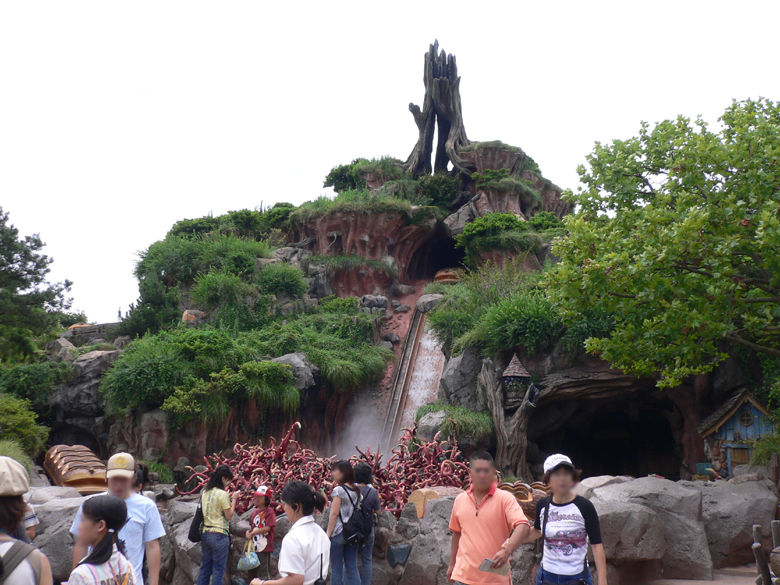

Walt Disney World Resort · Cinderella Castle · Lijst van attracties in Magic Kingdom · Afbeeldingen
Disneyland Resort · Lijst van attracties in Disneyland Park · Sleeping Beauty Castle · afbeeldingen
Tokyo Disney Resort · Lijst van attracties in Tokyo Disneyland · Cinderella Castle · afbeeldingen